# Dipartimento di Loreto
Loreto è un dipartimento argentino, situato nella parte sud-occidentale della provincia di Santiago del Estero, con capoluogo Loreto.
Esso confina a nord con il dipartimento di Silípica, a est con il dipartimento di San Martín, a sud-est con il dipartimento di Atamisqui, a sud con il dipartimento di Ojo de Agua e a ovest con il dipartimento di Choya.
Secondo il censimento del 2001, su un territorio di 3.337 km², la popolazione ammontava a 17.442 abitanti.